# Pandanus rapensis
Pandanus rapensis är en enhjärtbladig växtart som beskrevs av Forest Buffen Harkness Brown. Pandanus rapensis ingår i släktet Pandanus och familjen Pandanaceae. Inga underarter finns listade.